# Borisowka (rejon chomutowski)
Borisowka (ros. Борисовка) – wieś (ros. деревня, trb. dieriewnia) w zachodniej Rosji, w sielsowiecie głamazdińskim rejonu chomutowskiego w obwodzie kurskim.

## Geografia
Miejscowość położona jest 8,5 km od centrum administracyjnego sielsowietu głamazdińskiego (Głamazdino), 15 km od centrum administracyjnego rejonu (Chomutowka), 100 km od Kurska.

## Historia
Do czasu reformy administracyjnej w roku 2010 wieś Borisowka wchodziła w skład sielsowietu malejewskiego. W tymże roku doszło do włączenia sielsowietów striekałowskiego i malejewskiego w dzisiejszy sielsowiet głamazdiński.

## Demografia
W 2010 r. miejscowość nie posiadała mieszkańców.